# Tartrazina
La tartrazina, giallo tartrazina, o E102, nella codifica europea degli additivi alimentari, è un colorante artificiale azotato di colore giallo limone.

## Uso
La tartrazina è utilizzata nelle bevande gassate, nelle caramelle alla frutta, nei budini, nelle minestre confezionate, nei gelati, nelle gomme da masticare, nel marzapane, nelle marmellate, nelle gelatine, nella mostarda, nello yogurt e in molti altri alimenti, assieme alla glicerina, limone e miele. La si può trovare anche negli involucri delle capsule dei medicinali. 
È impiegata anche in cosmetica, nel qual caso viene riportata in etichetta con la sigla C.I. (Color index). Il color index del Giallo tartrazina è CI 19140. Secondo la nomenclatura CTFA, viene indicata come Yellow 5. Il CI 19140 è un colorante autorizzato in tutte le tipologie di prodotti cosmetici (presente nell'allegato IV del Nuovo Regolamento). I coloranti vengono impiegati in ambito cosmetico al fine di rendere visivamente riconoscibili i prodotti, per coprire una colorazione di fondo o per renderli più gradevoli dal punto di vista estetico. Nei cosmetici, invece, sono utilizzati per conferire una particolare colorazione alla parte del viso su cui vengono applicati. Per quanto riguarda CI 19140 non ci sono limiti di concentrazione al suo utilizzo. 
A volte viene addizionato al colorante E133, o Blu Brillante FCT, o all'E142 Verde S, per produrre diverse sfumature di verde durante i processi di inscatolamento dei piselli.

## Patologie
È causa di molte allergie e intolleranze, reazioni causate da tutti i coloranti azotati, in particolare tra coloro che sono già intolleranti all'aspirina e tra gli asmatici: la tartrazina è implicata nella liberazione di istamine con un meccanismo di attivazione indiretta della degranulazione da parte dei mastociti.
Tra le altre reazioni a questo colorante vi sono: l'emicrania, edemi, la visione di macchie, prurito, riniti, macchie rosse sulla pelle, problemi di respirazione. L'azione sinergica della tartrazina con l'acido benzoico (E210), è una concausa dell'iperattività nei bambini.

## Regolamentazioni
Il giallo di tartrazina fu il primo pigmento organico la cui tecnica di sintesi venne brevettata, nel 1884.
Questo colorante è permesso in Australia.

### Europa

#### Unione Europea
L'Autorità europea per la sicurezza alimentare consente l'uso della tartrazina nei formaggi lavorati, nella frutta o nella verdura in scatola o in bottiglia, nel pesce processato e nei prodotti della pesca, inclusi molluschi e crostacei, nei vini e nelle bevande a base di vino.
Nel 2009 l'EFSA ha rivalutato i dati a disposizione e ha stabilito che le prove scientifiche disponibili non dimostrano un legame tra gli additivi coloranti e gli effetti collaterali.

#### Regno Unito
La tartrazina è approvata come colorante alimentare da parte della Food Standards Agency.
In risposta alle preoccupazioni circa la sicurezza di alcuni additivi alimentari, la FSA britannica ha commissionato uno studio ai ricercatori dell'Università di Southampton sull'effetto di una miscela di sei coloranti alimentari (Tartrazina, Rosso Allura AC, Ponceau 4R, Giallo di chinolina, Giallo arancio S e Azorubina) e benzoato di sodio (un conservante) sui bambini della popolazione, che li consumavano nelle bevande. Lo studio è stato pubblicato nel 2007 ed ha trovato un possibile legame tra il consumo di questi coloranti artificiali e un conservante benzoato di sodio e un aumento dell'iperattività nei bambini; il comitato consultivo della FSA che ha valutato lo studio ha anche determinato che a causa delle limitazioni dello studio, i risultati non potevano essere trasposti alla popolazione generale, e sono stati raccomandati ulteriori test. Lo studio è stato anche valutato dall'EFSA nel 2008.

### Nord America

#### Canada
La tartrazina è elencata come colorante alimentare consentito in Canada.
Gli alimenti preconfezionati sono tenuti a elencare tutti gli ingredienti, compresi tutti gli additivi alimentari come i coloranti.

#### Stati Uniti
Gli Stati Uniti richiedono che la presenza di tartrazina sia dichiarata sui prodotti alimentari e farmaceutici (21 CFR 74.1705 (rivisto aprile 2013), 21 CFR 201.20) e anche che le partite di colorante siano approvate dalla Food and Drug Administration (FDA).
In base a questi regolamenti, la FDA richiede che nella sezione "Precautions" delle etichette dei farmaci da prescrizione sia inclusa la seguente dichiarazione di avvertimento: "Questo prodotto contiene FD&C Yellow No. 5 (tartrazina) che può causare reazioni di tipo allergico (compresa l'asma bronchiale) in alcune persone suscettibili. Sebbene l'incidenza complessiva della sensibilità al FD&C Yellow No. 5 (tartrazina) nella popolazione generale sia bassa, è frequente in pazienti che hanno anche un'ipersensibilità all'aspirina".
La FDA sequestra regolarmente i prodotti se trovati contenenti tartrazina non dichiarata, dichiarata ma non controllata dalla FDA, o etichettati con qualcosa di diverso da FD&C Yellow No. 5.